# Isabella Björkman-Burtscher
Isabella Maria Björkman-Burtscher, född 1 september 1969 i Österrike, är en neuroradiolog och professor i neuroradiologi vid Göteborgs universitet. Hon har etablerat sig som en expert inom avancerad magnetresonansteknik (MR) och neuroradiologisk forskning.

## Utbildning och karriär
Isabella Björkman-Burtscher avlade läkarexamen vid Innsbruck universitet 1995 och doktorerade 1999 vid Lunds universitet med avhandlingen Proton Magnetic Resonance Spectroscopy in Brain Tumors – Clinical Applications. Hon specialiserade sig i radiologi 2005 och neuroradiologi 2010. Efter över 20 år vid Lunds universitet och Skånes universitetssjukhus flyttade hon 2018 till Göteborg, där hon nu är professor i neuroradiologi vid Institutionen för kliniska vetenskaper, Sahlgrenska akademin, Göteborgs Universitet och Universitetssjukhusöverläkare vid Sektionen för neuroradiologi, Verksamhetsområde Radiologi vid Sahlgrenska Universitetssjukhuset.
Vid professorspromotionen för 2018 professorer vid Göteborgs universitet visades en kort introduktionsfilm om samtliga professorer, dessa filmer finns att se på Youtube.

### Vetenskapligt ledarskap
Som handledare har hon fram till 2024 examinerat 9 doktorander. I sitt arbete vid den nationella 7T-anläggningen i Lund har hon bidragit till att överbrygga gränsen mellan experimentell och klinisk MR-teknik.

## Forskning
Isabella Björkman-Burtschers forskning fokuserar 2025 på:
- Ultrahögfälts-MR (7 Tesla) för kartläggning av epilepsilesioner och handkirurgiska tillstånd[3]
- Hjärntumördiagnostik med avancerade MR-metoder, inklusive AI-baserad segmentering[3]
- Pediatrisk neuroradiologi med studier om hjärnutveckling hos prematurbarn[2][3]
- MR-säkerhet i samarbete med nationella forskargrupper[3]
- Artificiell intelligens i radiologisk diagnostik[1]

Björkman-Burtscher leder flera tvärvetenskapliga projekt, inklusive deltagande i den storskaliga GoPROVE-studien om preeklampsi. Hon är också engagerad i utvecklingen av 3D-visualiseringstekniker för diagnostik av degenerativa ryggmärgssjukdomar.

## Publikationer (urval)
- Normal Brain and Brain Tumor ADC Changes Resulting From Variation of Diffusion Time and/or Echo Time in Pulsed-Gradient Spin Echo Diffusion Imaging Jens Johansson, Kerstin M Lagerstrand, Isabella Björkman-Burtscher, Mats Laesser, Hanna Hebelka, Stephan E Maier Investigative Radiology - 2024
- Observations from the first 100 cases of intraoperative MRI - experiences, trends and short-term outcomes  Hanna Barcheus, Christoffer Peischl, Isabella Björkman-Burtscher, Christina Pettersson, Anja Smits, Daniel Nilsson, Dan Farahmand, Johanna Eriksson,Thomas Skoglund, Alba Corell    BMC SURGERY - 2024
- Signal drift in diffusion MRI of the brain: effects on intravoxel incoherent motion parameter estimates.    Oscar Jalnefjord, Louise Rosenqvist, Amina Warsame, Isabella Björkman-Burtscher    Magma (New York, N.Y.) - 2024
- Cerebral Changes Following Carpal Tunnel Syndrome Treated with Guided Plasticity: A Prospective, Randomized, Placebo-Controlled Study    Magnus Flondell, Peter Mannfolk, Birgitta Rosen, Isabella Björkman-Burtscher, Anders Björkman    JOURNAL OF BRACHIAL PLEXUS AND PERIPHERAL NERVE INJURY - 2024
- ESR Essentials: basic physics of MR safety-practice recommendations by the European Society for Magnetic Resonance in Medicine and Biology    Love Engstrom Nordin, Karin Aberg, Johan Kihlberg, Titti Owman, Boel Hansson, Isabella Björkman-Burtscher, Cecilia Petersen, Peter Lundberg    EUROPEAN RADIOLOGY - 2024
- Stent retriever versus aspiration based thrombectomy: impact on first pass reperfusion, procedure time, and clinical outcomes in large vessel occlusion. Nationwide registry based cohort study    Adrian Karlsson, Katarina Jood, Isabella Björkman-Burtscher, Alexandros Rentzos    JOURNAL OF NEUROINTERVENTIONAL SURGERY - 2024
- Widespread White Matter Abnormalities in Concussed Athletes Detected by 7T Diffusion Magnetic Resonance Imaging.    Anna Gard, Evgenios N Kornaropoulos, Maria Portonova Wernersson, Ia Rorsman, Kaj Blennow, Henrik Zetterberg, Yelverton Tegner, Alessandro De Maio, Karin Markenroth Bloch, Isabella Björkman-Burtscher, Hélène Pessah-Rasmussen, Markus Nilsson, Niklas Marklund    Journal of Neurotrauma - 2024
- Comparison of methods for intravoxel incoherent motion parameter estimation in the brain from flow-compensated and non-flow-compensated diffusion-encoded data   Oscar Jalnefjord, Isabella Björkman-Burtscher   MAGNETIC RESONANCE IN MEDICINE - 2024
- Decrease of 7T MR short-term effects with repeated exposure   Boel Hansson, Benjamin Garzon, Martin Lövdén, Isabella Björkman-Burtscher   NEURORADIOLOGY - 2024
- Extended treatment in cerebral ischemia score 2c or 3 as goal of successful endovascular treatment is associated with clinical benefit.   Adrian Karlsson, Katarina Jood, Isabella Björkman-Burtscher, Alexandros Rentzos   Journal of neuroradiology = Journal de neuroradiologie - 2024
- Comparison of the patient-derived modified Japanese Orthopaedic Association scale and the European myelopathy score   Eddie de Dios, Håkan Löfgren, Mats Laesser, Lars Lindhagen, Isabella Björkman-Burtscher, Anna MacDowall   European Spine Journal - 2024
- Evaluation of a Fully Automated Method for Ventricular Volume Segmentation Before and After Shunt Surgery in Idiopathic Normal Pressure Hydrocephalus  Doerthe Ziegelitz, Per Hellström, Isabella Björkman-Burtscher, Simon Agerskov, Oskar Stevens-Jones, Dan Farahmand, Mats Tullberg   World Neurosurgery - 2024
- Trust and stakeholder perspectives on the implementation of AI tools in clinical radiology.   Magnus Bergquist, Bertil Rolandsson, Emilia Gryska, Mats Laesser, Nickoleta Hoefling, Rolf A. Heckemann, Justin F. Schneiderman, Isabella Björkman-Burtscher   European Radiology - 2024
- MRI-based measurements of spondylolisthesis and kyphosis in degenerative cervical myelopathy.   Eddie de Dios, Mats Laesser, Isabella Björkman-Burtscher, Lars Lindhagen, Anna MacDowall   BMC medical imaging - 2023
- Probing brain tissue microstructure with MRI: principles, challenges, and the role of multidimensional diffusion-relaxation encoding.   Björn Lampinen, Filip Szczepankiewicz, Jimmy Lätt, Linda Knutsson, Johan Mårtensson, Isabella Björkman-Burtscher, Danielle van Westen, Pia C Sundgren, Freddy Ståhlberg, Markus Nilsson   NeuroImage - 2023
- [Conditions for performing CT and MRI scans in pregnant and lactating patients].   David Fällmar, Tobias Granberg, Annika Kits, Margareta Nilsson, Karin Sundström, Per-Erik Åslund, Jeanette Carlqvist, Johan Wikström, Isabella Björkman-Burtscher, Ida Blystad   Lakartidningen - 2023
- Circulating Brain Injury Biomarkers: A Novel Method for Quantification of the Impact on the Brain After Tumor Surgery.   Isak Michaëlsson, Tobias Hallén, Louise Carstam, Mats Laesser, Isabella Björkman-Burtscher, Ann Sörbo, Kaj Blennow, Henrik Zetterberg, Asgeir Store Jakola, Thomas Skoglund   Neurosurgery - 2023
- FIND Stroke Recovery Study (FIND): rationale and protocol for a longitudinal observational cohort study of trajectories of recovery and biomarkers poststroke   Cecilia Brännmark, Sofia Klasson, Tara M Stanne, Hans Samuelsson, Margit Alt Murphy, Katharina Stibrant Sunnerhagen, N David Åberg, Oscar Jalnefjord, Isabella Björkman-Burtscher, Katarina Jood, Turgut Tatlisumak, Christina Jern   Bmj Open - 2023
- Postnatal serum IGF-1 levels associate with brain volumes at term in extremely preterm infants   William Hellström, L. M. Hortensius, Chatarina Löfqvist, Gunnel Hellgren, M. L. Tataranno, D. Ley, Mjnl Benders, Ann Hellström, Isabella Björkman-Burtscher, Rolf A. Heckemann, Karin Sävman   Pediatric Research - 2023
- Perioperative brain injury marker concentrations in neonatal open-heart surgery: a prospective observational study   A. Jungner, F. Lennartsson, Isabella Björkman-Burtscher, Kaj Blennow,Henrik Zetterberg, D. Ley   Frontiers in Pediatrics - 2023
- Improvement rates, adverse events and predictors of clinical outcome following surgery for degenerative cervical myelopathy   Eddie de Dios, Mats Laesser, Isabella Björkman-Burtscher, L. Lindhagen, A. MacDowall   European Spine Journal - 2022
- Deep learning for automatic brain tumour segmentation on MRI: evaluation of recommended reporting criteria via a reproduction and replication study.   Emilia Gryska, Isabella Björkman-Burtscher, Asgeir Store Jakola, Tora Dunås,Justin F. Schneiderman, Rolf A. Heckemann   BMJ open - 2022
- Visualization of wrist anatomy - a comparison between 7T and 3T MRI   S. Gotestrand, Anders Björkman, Isabella Björkman-Burtscher, I. Kristiansson, E. Aksyuk, Pawel Szaro, K. M. Bloch, Mats Geijer   European Radiology - 2022
- Visualization of wrist ligaments with 3D and 2D magnetic resonance imaging at 3 Tesla   S. Gotestrand, A. Bjorkman, Isabella Björkman-Burtscher, R. Ab-Fawaz, I. Kristiansson, B. Lundin, Mats Geijer   Acta Radiologica - 2022
- Independent component analysis of rsfMRI data in pedophilic disorder: A Swedish case control study   Linnea Andersson, Christoffer Rahm, Benny Liberg, Maria Ljungberg, Isabella Björkman-Burtscher   Annual Meeting ISMRM (International Society of Magnetic Resonance in Medicine) - 2022
- Post-Concussive Vestibular Dysfunction Is Related to Injury to the Inferior Vestibular Nerve   A. Gard, A. Al-Husseini, E. N. Kornaropoulos, A. De Maio, Y. Tegner, Isabella Björkman-Burtscher, K. M. Bloch, M. Nilsson, M. Magnusson, N. Marklund   Journal of Neurotrauma - 2022
- Structural association between heterotopia and cortical lesions visualised with 7 T MRI in patients with focal epilepsy   A. Zampeli, B. Hansson, K. M. Bloch, E. Englund, K. Kallen, M. C. Strandberg, Isabella Björkman-Burtscher   Seizure-European Journal of Epilepsy - 2022
- Health effects related to exposure of static magnetic fields and acoustic noise-comparison between MR and CT radiographers   A. Glans, J. Wilen, L. Lindgren, Isabella Björkman-Burtscher, B. Hansson   European Radiology - 2022
- MR-safety in clinical practice at 7T: Evaluation of a multistep screening process in 1819 subjects   B. Hansson, M. Simic, J. Olsrud, K. Markenroth Bloch, T. Owman, P. C. Sundgren, Isabella Björkman-Burtscher   Radiography - 2022
- MR-safety: Evaluation of compliance with screening routines using a structured screening interview   B. Hansson, M. Simic, J. Olsrud, K. M. Bloch, T. Owman, P. C. Sundgren, Isabella Björkman-Burtscher   Journal of Patient Safety and Risk Management - 2022
- Inter-modality assessment of medial temporal lobe atrophy in a non-demented population: application of a visual rating scale template across radiologists with varying clinical experience   C. Hakansson, A. Tamaddon, H. Andersson, G. Torisson, G. Martensson, M. Truong, M. Annertz, E. Londos, Isabella Björkman-Burtscher, O. Hansson, D. van Westen  European Radiology - 2022
- Study protocol: establishment of a multicentre pre-eclampsia database and biobank in Sweden: GO PROVE and UP MOST, a prospective cohort study.   Lilja Thorgeirsdottir, Malin E Andersson, Ove Karlsson, Sven Egron Thörn,Jonatan Oras, Verena Sengpiel, Teresia Svanvik, Helen Elden, Karolina Linden, Katja Junus, Susanne Lager, Ida Enskär, Teelkien van Veen, Johan Wikström, Isabella Björkman-Burtscher, Anna Stigsdotter Neely, Anna-Karin Wikström, Lina Bergman   BMJ open - 2021
- Serum docosahexaenoic acid levels are associated with brain volumes in extremely preterm born infants   Lisa M. Hortensius, William Hellström, Karin Sävman, Rolf A. Heckemann, Isabella Björkman-Burtscher, Floris Groenendaal, Mats X. Andersson, Anders K. Nilsson, Maria Luisa Tataranno, Ruurd M. van Elburg, Ann Hellström,Manon J.N.L. Benders   Pediatric Research - 2021
- Automatic brain lesion segmentation on standard magnetic resonance images: a scoping review.   Emilia Gryska, Justin F. Schneiderman, Isabella Björkman-Burtscher, Rolf A. Heckemann   BMJ open - 2021
- Reporting frequency of radiology findings increases after introducing visual rating scales in the primary care diagnostic work up of subjective and mild cognitive impairment   C. Hakansson, G. Torisson, E. Londos, O. Hansson, Isabella Björkman-Burtscher, D. van Westen   European Radiology - 2021
- 7T MR Safety   A. J. Fagan, A. K. Bitz, Isabella Björkman-Burtscher, C. M. Collins, V. Kimbrell, A. J. E. Raaijmakers   Journal of Magnetic Resonance Imaging - 2021
- Spinal cord compression in relation to clinical symptoms in patients with spinal meningiomas.   Alba Corell, Charlotte Cerbach, Nickoleta Hoefling, Isabella Björkman-Burtscher, Asgeir Store Jakola   Clinical neurology and neurosurgery - 2021
- 7T Epilepsy Task Force Consensus Recommendations on the Use of 7T MRI in Clinical Practice   G. Opheim, A. van der Kolk, K. M. Bloch, A. J. Colon, K. A. Davis, T. R. Henry, J. F. A. Jansen, S. E. Jones, J. W. Pan, K. Rossler, J. M. Stein, M. C. Strandberg, S. Trattnig, P. F. V. de Moortele, M. I. Vargas, I. Wang, F. Bartolomei, N. Bernasconi, A. Bernasconi, B. Bernhardt, Isabella Björkman-Burtscher, M. Cosottini, S. R. Das, L. Hertz-Pannier, S. Inati, M. T. Jurkiewicz, A. R. Khan, S. L. Liang, R. E. Ma, S. Mukundan, H. Pardoe, L. H. Pinborg, J. R. Polimeni, J. P. Ranjeva, E. Steijvers, S. Stufflebeam, T. J. Veersema, A. Vignaud, N. Voets, S. Vulliemoz, C. J. Wiggins, R. Xue, R. Guerrini, M. Guye   Neurology - 2021
- The clinical significance of the T2-FLAIR mismatch sign in grade II and III gliomas: a population-based study.   Alba Corell, Sandra Ferreyra Vega, Nickoleta Hoefling, Louise Carstam, Anja Smits, Thomas Olsson Bontell, Isabella Björkman-Burtscher, Helena Carén,Asgeir Store Jakola   BMC cancer - 2020
- Randomized Control Trial of Postnatal rhIGF-1/rhIGFBP-3 Replacement in Preterm Infants: Post-hoc Analysis of Its Effect on Brain Injury   S. Horsch, A. Parodi, B. Hallberg, M. Malova, Isabella Björkman-Burtscher, I. Hansen-Pupp, N. Marlow, K. Beardsall, D. Dunger, M. van Weissenbruch, L. E. H. Smith, M. Hamdani, A. Mangili, N. Barton, L. A. Ramenghi, Ann Hellström, D. Ley   Frontiers in Pediatrics - 2020
- Subjectively Reported Effects Experienced in an Actively Shielded 7T MRI: A Large-Scale Study.   Boel Hansson, Karin Markenroth Bloch, Titti Owman, Markus Nilsson, Jimmy Lätt, Johan Olsrud, Isabella Björkman-Burtscher   Journal of magnetic resonance imaging : JMRI - 2020
- MRI diffusion and perfusion alterations in the mesencephalon and pons as markers of disease and symptom reversibility in idiopathic normal pressure hydrocephalus   Simon Agerskov, Jonathan Arvidsson, Doerthe Ziegelitz, Kerstin M Lagerstrand, Göran Starck, Isabella Björkman-Burtscher, Carsten Wikkelsö, Mats Tullberg   PLoS ONE - 2020
- Tensor-valued diffusion MRI differentiates cortex and white matter in malformations of cortical development associated with epilepsy   B. Lampinen, A. Zampeli, Isabella Björkman-Burtscher, F. Szczepankiewicz, K. Kallen, M. C. Strandberg, M. Nilsson   Epilepsia - 2020
- Swedish national survey on MR safety compared with CT: a false sense of security?   B. Hansson, J. Olsrud, J. Wilén, T. Owman, P. Höglund, Isabella Björkman-Burtscher   European Radiology - 2020
- European Ultrahigh-Field Imaging Network for Neurodegenerative Diseases (EUFIND)   E. Düzel, J. Acosta-Cabronero, D. Berron, G. J. Biessels, Isabella Björkman-Burtscher, M. Bottlaender, R. Bowtell, M. V. Buchem, A. Cardenas-Blanco, F. Boumezbeur, D. Chan, S. Clare, M. Costagli, L. de Rochefort, A. Fillmer, P. Gowland, O. Hansson, J. Hendrikse, O. Kraff, M. E. Ladd, I. Ronen, E. Petersen, J. B. Rowe, H. Siebner, T. Stoecker, S. Straub, M. Tosetti, K. Uludag, A. Vignaud, J. Zwanenburg, O. Speck   Alzheimer's and Dementia: Diagnosis, Assessment and Disease Monitoring - 2019
- Optimization of b-values for characterization of glioma by intravoxel incoherent motion (IVIM)   Oscar Jalnefjord, Jonathan Arvidsson, Isabella Björkman-Burtscher, Maria Ljungberg   Magnetic Resonance Materials in Physics, Biology and Medicine - 2019
- Improvement in diagnostic quality of structural and angiographic MRI of the brain using motion correction with interleaved, volumetric navigators   Mads Andersen, Isabella Björkman-Burtscher, Anouk Marsman, Esben Thade Petersen, Vincent Oltman Boer   PloS one - 2019
- Microstructural white matter alterations associated to neurocognitive deficits in childhood leukemia survivors treated with cranial radiotherapy - a diffusional kurtosis study.   Cecilia Follin, Daniel Svärd, Danielle van Westen, Isabella Björkman-Burtscher, Pia C Sundgren, Sigridur Fjalldal, Jimmy Lätt, Markus Nilsson, Aki Johanson, Eva Marie Erfurth   Acta oncologica (Stockholm, Sweden) - 2019
- Detailed assessment of hypothalamic damage in craniopharyngioma patients with obesity.   S Fjalldal, C Follin, S Gabery, P C Sundgren, Isabella Björkman-Burtscher, J Lätt, P Mannfolk, C H Nordström, L Rylander, B Ekman, R Cheong, A Pålsson, Å Petersén, E M Erfurth   International journal of obesity (2005) - 2019
- Short-term effects experienced during examinations in an actively shielded 7 T MR.   Boel Hansson, Peter Höglund, Karin Markenroth Bloch, Markus Nilsson, Johan Olsrud, Jonna Wilén, Isabella Björkman-Burtscher   Bioelectromagnetics - 2019